# Olivier Chateigner
Olivier Chateignier, né le 15 mars 1973 à Montaigu (Vendée), est un pongiste handisport français.

## Biographie
Natif de Montaigu, Olivier Chateignier est marié et père de deux enfants, nés en 2005 et 2007.

## Carrière
Olivier Chateignier est :
- champion paralympique par équipes en 1996 et en 2000[1] ;
- champion du monde par équipes en 1998 ;
- champion d'Europe par équipes en 1995, 1997 et 2001 ;
- vice-champion d'Europe individuel en 2001.

S'il a brillé aux Jeux paralympiques, avec son coéquipier Gilles de La Bourdonnaye, il a aussi vécu de belles aventures en jouant avec les valides, notamment au club de La Romagne. Le champion paralympique a également porté les couleurs de Beaufou, avant de rejoindre Venansault en 2007, jusqu'en 2017.
Il arrête le tennis de table en 2016 dans le club de Belleville-sur-Vie.

## Distinctions et hommages
- Officier de la Légion d'honneur en 1996 ;
- Officier de l'ordre national du Mérite, en 2000 ;
- commandeur de l'ordre national du mérite, en 2004.

Les trois médailles lui sont remises par Jacques Chirac.
Olivier Chateigner a été désigné porteur de la flamme olympique, pour le 25 août 2024 à La Roche-sur-Yon.